# 5인의 자객
"5인의 자객"은 한국에서 제작된 최경옥 감독의 1968년 영화이다. 남진 등이 주연으로 출연하였고 신태일 등이 제작에 참여하였다.

## 출연

### 주연
- 남진
- 김지미
- 남정임
- 이향

## 제작진
- 조명: 마용천
- 미술: 정우택